# Jableh SC
Maillots
Actualités
Dernière mise à jour : 10 février 2020.
Le Jableh Sporting Club (en arabe : نادي جبلة الرياضي), plus couramment abrégé en Jableh SC, est un club syrien de football fondé en 1958 et basé à Jablé.

## Palmarès
| Compétitions nationales |
| --- |
| - Championnat de Syrie (4) : - Champion : 1986-87, 1987-88, 1988-89 et 1999-00. - Vice-champion : 1983-84, 1985-86, 1990-91, 1991-92, 1993-94 et 1994-95. - Coupe de Syrie (2) : - Vainqueur : 1998-99 et 2020-21. - Finaliste : 1995-96, 1996-97, 1999-00 et 2001-02. |